# Свети Ахил (Пендалофос)
„Свети Ахил“ (на гръцки: Αγιος Αχίλλειος Πενταλόφου) е православна църква в село Пендалофос (Жупан), Егейска Македония, Гърция, част от Сисанийската и Сятищка епархия.

## Местоположенние
Църквата е гробищен храм, разположен на нисък хълм в северозападния край на селото.

## История
В нишата на свещения олтар, под корниза на покрива, има вграден надпис върху плоча - днес нечетлив - с годината на построяване на църквата: 
| „ | οὗτος ὁ ναὸς τοῦ ἁγίου Αχήλλιου οικροδομήθι κεὲ εκτιστή ἔτος 1742… Тази църква на Свети Ахил е построена в година 1742… | “ |

Така църквата е построена през 1742 година и е най-старата сграда в селото. От това време е първата фаза на стенописите от братята Николаос и Теодорос от Лозеци, Янинско, чиито имена са запазени в повреден надпис в протезиса:
| „ | 1745 // τὸ(ν) ἡστοριογράφον τὰ ὀνόμα(τα) νικολάου θεοδόρου θεοδ // […] τοῦ […] ιω [……] // […] λάμπρο θεο […] κι γιόργο. на зографите имената Николаос Теодорос Теод […] от Йо […] […] Ламбро Тео […] и Йоргос | “ |

Тези първи стенописи са ограничени само до източната част, малко извън иконостаса. Те се отличават от останалите стенописи в църквата с различното разположение на зоните и изобразяването на фигурите. Работата не е завършена, вероятно по финансови причини.
Вътрешната украса е завършена в 177(4) година с прекрасни стенописи от зографите Константин и Михаил Хионадески от епирското село Хионадес.
Над горната част на входа на наоса е запазен ктиторски надпис с големи букви, състоящ се от осем реда. Буквите на надписа са написани с черно върху пепелен хоросан. Текстът е обграден от сложна барокова рамка, характерен декоративен мотив за художниците от Хионадес. Надписът е запазен в добро състояние, с изключение на последната цифра на датата, където е видима интервенция върху хоросана. Текстът е следният:
| „ | Ἀνιστορήθει κὲ ἐκαλλοπίσθη ὁ θεῖος κὲ // πάνσεπτος οὗτος οἶκος τοῦ ἐν ἀγίοις πατρὸς ἡμῶν // Ἀρχιεπισκόπου Ἀχιλίου Λαρίσσις ἀρχιερατεύ- // οντος τοῦ Πανιερωτάτου κὲ Λογιωτάτου Κυρίου Κιρίου Κυρίλλου Σισανίου εὐημερεύο(ν)τος Ἰω(άννου) ἱερέος Κωνσταντίνου // ἱερέος Κωνσταντήνου ἱερέος κὲ π(α)πα Ἱω(άννου) Ζτούκου ἐπιτροπεύον- // τος Κῶνστας τοῦ Φίκα· κὲ διὰ χειρὸς Κωνσταντήνου κὲ Μιχαὴλ // Μιχαὴλ ἐκ χόρας Χιονιάδες ἐν ἔτι σωτηρίο // 1774. Беше изписан и украсен този божествен и всечестен дом на нашия светец и отец Ахилий, архиепископ на Лариса, по време на архиерейството на всепреподобния и учен господин господин Кирил Сисанийски, при благополучното служение на свещеник Йоанис, свещеник Константинос, свещеник Константинос и поп Йоанис Зтукос, при настоятелството на Констас Фикас, и чрез ръцете на Константинос и Михаил Михаил от селището Хионадес в спасителната година 1774. | “ |

Надписът е сравнително добре написан, има ударения и минимални съкращения в някои собствени имена. Буквите на последния ред са с неравномерен размер спрямо останалата част от текста. Записаните имена са само на група свещеници, служили в храма заедно с архиерея Кирил Сисанийски и отсъстват имената на дарителите, поели разходите за стенописването.
Според последните два стиха на надписа, художниците, които са работили по неукрасените повърхности на църквата, са Константин и Михаил, син на Михаил, от Хионадес, Епир. Името на Михаил се среща в ктиторския надписа на Жиковищкия манастир (1785) заедно с този на борботския зограф Димитриос, а в 1802 година Михаил сам предприема цялостното стенописване на католикона на Долоския манастир. Изглежда, че Константин е ръководил отделно стенописването в църквата „Свети Димитрий“ близо до Влашка Блаца (1774).
Последната цифра от хронологията на надписа е проблематична, поради промяната, която е претърпяла, и е обект на различни тълкувания. Михаил Калиндерис подкрепя годината 1779 като възможна датировка. Същото важи и за Георгиос Паисиос, който смята, че първоначално може да е била нула. Напротив, Т. Папазисис определя годината 1774 като възможна датировка, тъй като през 1779 година двамата агиографи заедно със своя сънародник Йоанис работят в Тесалия, в църквата „Свети Георги“ в Каламбака. Фактът, че едни и същи художници завършват историята на „Свети Георги“ на 4 май 1779 година и на 15 декември същата година стенописите на „Света Параскева“ в Гондовазда, изглежда е ключов елемент, който би помогнал да се изключи един от двата случая. Датирането на надписа в годината 1774 е предпочитано, гледна точка, подкрепена от повечето учени.
С уникалната си архитектура и стенописи, в 1970 година храмът е обявен за паметник на културата с национално значение.

## Описание
Морфологично и структурно храмаът притежава всички типични характеристики на традиционната архитектура на занаятчиите от Жупан. Това е трикорабна куполна базилика с големи размери, която съчетава полукръгъл свод с ниши. От южната страна на църквата има открит трем, който се простира на две различни нива с керемиден покрив, докато останалата част от църквата е покрита с двускатен покрив от каменни плочи. На запад има нартекс с два входа.
Вътрешната украса със стенописите от 1774 година, покриващи всички повърхности на главната църква, както и просторния нартекс, е забележителна. Забележителна е сцената на Страшния съд в нартекса, в която са изобразени царете Александър Велики, Кир II, Пор и Дарий III. Стенописите се отличават с цвета и чувствителността си. От царските икони най-стари са тези на Христос Вседържител, Свети Димитър и Свети Спиридон, изписани в 1767 година.
Шедьовър на дърворезбата е иконостасът от орехово дърво, в който са изобразени сцени от Стария и Новия завет. Техниката на епирските майстори показва силно влияние от западния барок.
Рисуваният амвон и владишкият трон, които допълват вътрешната украса, също представляват интерес.